# 24-Stunden-Rennen von Le Mans 1981

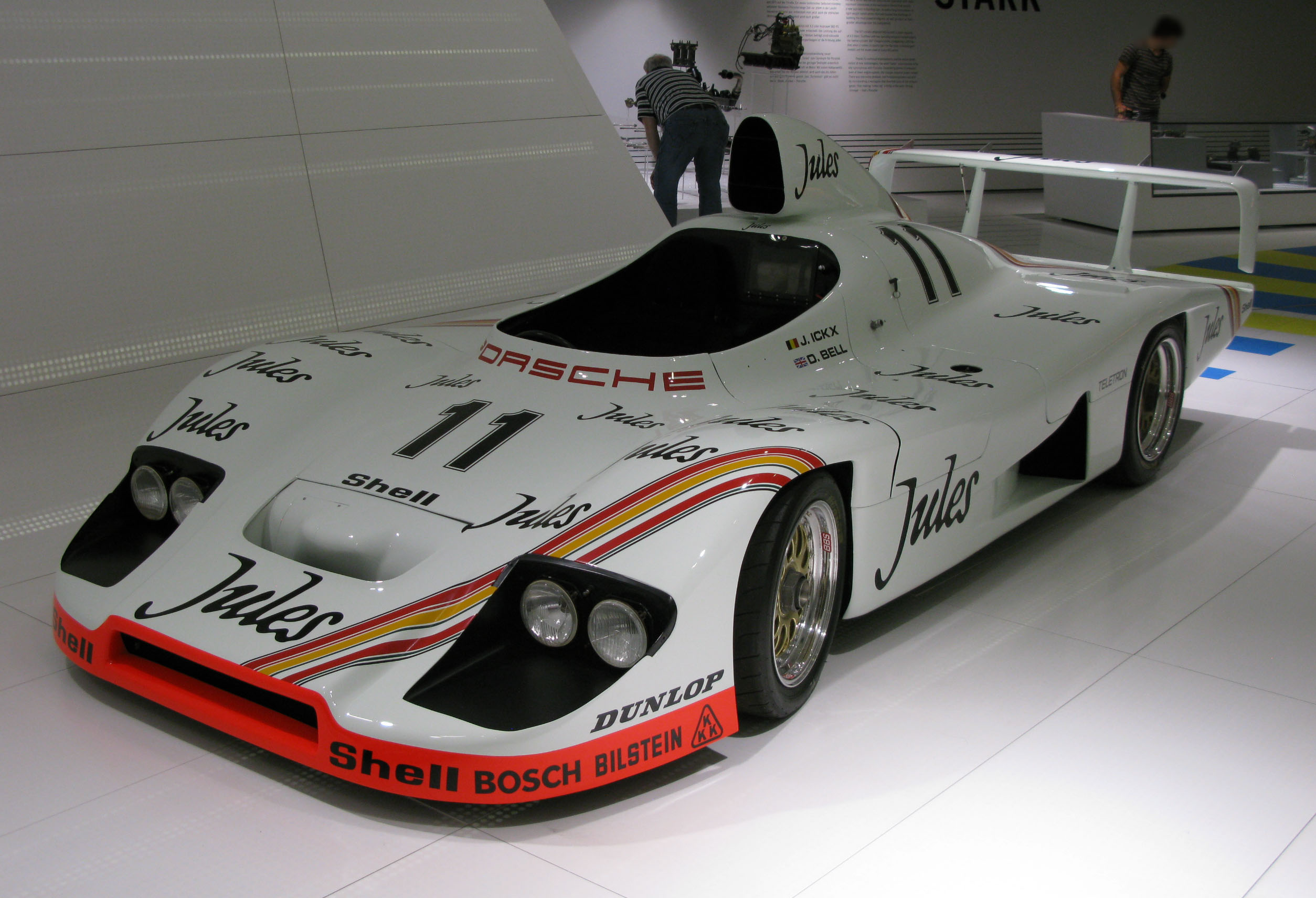
Porsche 936, Siegerwagen von Jacky Ickx und Derek Bell

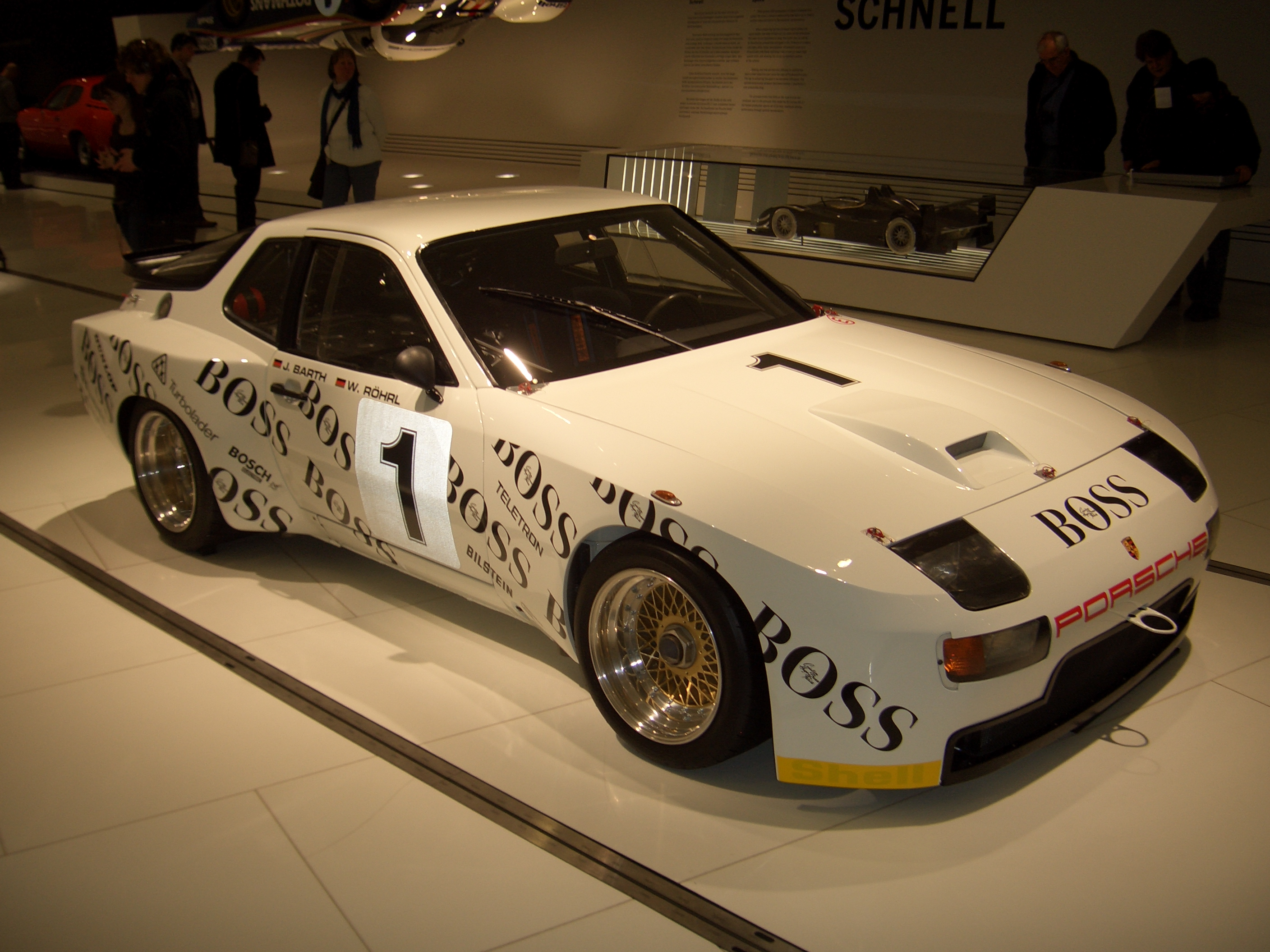
Der Porsche 944 LM mit der Startnummer 1. Walter Röhrl und Jürgen Barth pilotierten das Fahrzeug an die siebte Stelle der Gesamtwertung

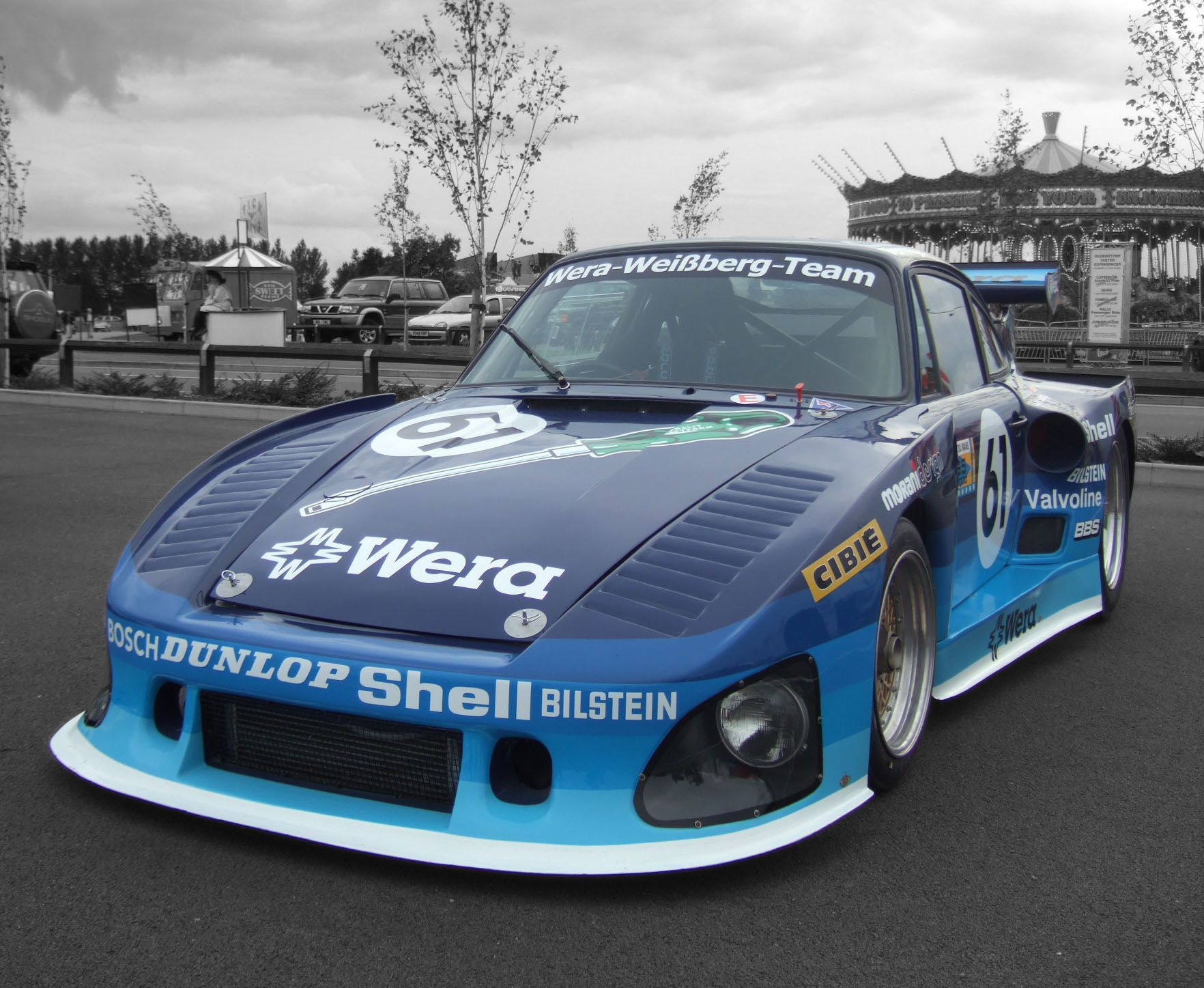
Der Weralit-Racing-Porsche 935 K3 mit der Startnummer 61, gefahren von Jürgen Lässig, Edgar Dören und Gerhard Holup. Der Wagen musste nach 48 gefahrenen Runden nach einem Motorschaden abgestellt werden

Das 49. 24-Stunden-Rennen von Le Mans, der 49e Grand Prix d’Endurance les 24 Heures du Mans, auch 24 Heures du Mans, Circuit de la Sarthe, Le Mans, fand vom 13. bis 14. Juni 1981 auf dem Circuit des 24 Heures statt.

## Das Rennen

### Neue Rennklassen
Der Automobile Club de l’Ouest nahm die Einführung der Gruppe C, die ab 1982 die großen Prototypen in der Sportwagen-Weltmeisterschaft kategorisieren wird, vorweg und öffnete die alte Gruppe 6 für Rennfahrzeug über 3-Liter-Hubraum. Die IMSA-Klasse wurde auf vier Kategorien aufgeteilt. Nunmehr waren Fahrzeuge in den Klassen IMSA-GTP, IMSA-GTO, IMSA-GTU und IMSA-GTX startberechtigt.

### Neuer Qualifikationsmodus
Auch der Qualifikationsmodus wurde neu geregelt. Immer noch waren 55 Fahrzeuge startberechtigt. Um die Qualifikation zu erreichen, wurde erst der Durchschnitt der drei schnellsten Zeiten im Gesamtklassement ermittelt. Nun durfte man nicht langsamer sein als der Wert von 130 % dieser Zeit. Dasselbe galt für die eigene Klasse. Auch hier wurde ein Schnitt der drei besten Zeiten ermittelt. Allerdings lag hier der Schwellenwert bei 110 %. Der Tankinhalt der Fahrzeuge wurde auf 120 Liter begrenzt.

### Fahrzeuge
Das Gros der Rennwagen stellte die Marke Porsche. Das Werksteam brachte erneute die Porsche 936 an die Sarthe. Die Fahrerteams bildeten Jacky Ickx und Derek Bell sowie Hurley Haywood, Vern Schuppan und Jochen Mass. In den Fahrzeugen kam ein neuer 2,6-Liter-Turbo-Motor zum Einsatz, der ursprünglich für das 500-Meilen-Rennen von Indianapolis 1979 entwickelt wurde. Zwei weitere Werkswagen wurden in der GTP- und der IMSA-GTO-Klasse gemeldet. Den GTP-Porsche 944 LM fuhren Jürgen Barth und der deutsche Rallye-Weltmeister Walter Röhrl.
Neben vielen privaten Porsche 935 war der Porsche 917-Replika von Kremer Racing die Attraktion des Rennens. Werkswagen kamen auch von Lancia, die eine Rennversion des Lancia Beta Monte Carlo an den Start rollten. Aus Frankreich kamen fünf Rondeaus – darunter neue Prototypen von Jean Rondeaus Werksteam, dem Siegerteam des Vorjahrs.
Neben Walter Röhrl, gaben mit dem US-Amerikaner Cale Yarborough und dem Venezolaner Johnny Cecotto zwei Fahrer ihr Debüt, die wie Röhrl in anderen Bereichen des Motorsports aktiv waren. Yarborough kam aus der NASCAR und Cecotto war als Motorrad-Rennfahrer tätig.

### Tödliche Unfälle
1 ½ Stunden nach Beginn des Rennens – zu diesem Zeitpunkt lagen die beiden Porsche 936 schon klar in Führung – hatte der junge Belgier Thierry Boutsen, der einen WM P81 von Welter Racing fuhr – einen schweren Unfall auf der Les Hunaudieres. Boutsen verlor bei hohem Tempo die Herrschaft über sein Fahrzeug und prallte beim Knick vor der Mulsanne in die Leitschiene. Durch wegfliegende Teile wurden vier Streckenposten verletzt, zwei von ihnen so schwer, dass sie trotz rascher Hilfe noch an der Unfallstelle verstarben.
Das Feld wurde vom Safety Car rundenlang in langsamer Fahrt über die Strecke geführt. Zu diesem Zeitpunkt lag der Franzose Jean-Louis Lafosse mit einem Rondeau M379 an der siebten Stelle der Gesamtwertung und hatte seinen ersten Tankstopp noch vor sich, als das Rennen wieder freigegeben wurde. Vor ihm fuhr der Brite Guy Edwards in einem Lola T600 und beide Fahrzeuge näherten sich der Mulsanne mit fast 350 km/h Geschwindigkeit als der Rondeau plötzlich ausbrach und links in die Leitschiene prallte. Dabei wurden zwei weitere, knapp hinter der Leitplanke stehende Streckenposten schwer verletzt. Der Rondeau wurde quer über die Straße geschleudert, prallte in die rechte Leitschiene und wurde völlig zerstört. Lafosse hatte keine Überlebenschance und starb im Wrack. Als Unfallursache wurde ein Bruch der linken vorderen Aufhängung angenommen. Allerdings wurden nach dem Rennen Bilder des Rennwagens (aufgenommen knapp vor dem Unfall) publiziert, auf denen der Rondeau mit einer Beschädigung an der Frontpartie und Grasflecken zu sehen ist. Ob Lafosse vor dem Unfall einmal von der Strecke abgekommen war und dabei den Vorderwagen beschädigt hatte, konnte nie geklärt werden. Damit blieb auch die Frage, ob dieser Ausritt mit dem späteren Unfall im Zusammenhang stehen könnte, bis heute unbeantwortet.

### Weiterer Rennverlauf
Der Porsche 936 von Jacky Ickx und Derek Bell fuhr ein einsames Rennen an der Spitze des Rennens. Während der Schwesternwagen von Motorproblemen geplagt wurde und am Ende des Rennens nur auf Rang 12 klassiert wurde, hatte der Ickx/Bell-Wagen im Ziel 186 km Vorsprung auf den Rondeau von Jean-Louis Schlesser, Philippe Streiff und Jacky Haran.
Hurley Haywood fuhr mit 3:34.000 einen neuen Rundenrekord im Rennen und Ickx/Bell erzielten mit 4825,348 gefahrenen km einen neuen Distanzrekord für das 13,626-km-Streckenlayout.

## Ergebnisse

### Piloten nach Nationen
| 50 Franzosen   | 21 Briten   | 20 US-Amerikaner | 19 Deutsche       | 12 Italiener |
| 9 Belgier      | 4 Schweizer | 3 Iren           | 3 Japaner         | 2 Spanier    |
| 1 Australier   | 1 Kanadier  | 1 Kolumbianer    | 1 Liechtensteiner | 1 Marokkaner |
| 1 Österreicher | 1 Schwede   | 1 Venezolaner    |                   |              |

### Schlussklassement
| Pos.               | Klasse   | Nr. | Team                              | Fahrer                                                      | Chassis                 | Motor                              | Reifen | Runden |
| ------------------ | -------- | --- | --------------------------------- | ----------------------------------------------------------- | ----------------------- | ---------------------------------- | ------ | ------ |
| 1                  | S +2.0   | 11  | Porsche System Engineering        | Jacky Ickx Derek Bell                                       | Porsche 936             | Porsche Type-935 2.6L Turbo Flat-6 | D      | 354    |
| 2                  | GTP 3.0  | 8   | Jean Rondeau                      | Jacky Haran Jean-Louis Schlesser Philippe Streiff           | Rondeau M379            | Cosworth DFV 3.0L V8               | G      | 340    |
| 3                  | GTP 3.0  | 7   | Otis Jean Rondeau                 | Gordon Spice François Migault                               | Rondeau M379            | Cosworth DFV 3.0L V8               | G      | 335    |
| 4                  | Gr.5     | 55  | Claude Bourgoignie                | Claude Bourgoignie John Cooper Dudley Wood                  | Porsche 935 K3          | Porsche Type-935 3.1L Turbo Flat-6 | D      | 330    |
| 5                  | IMSA GTX | 47  | Charles Pozzi S.A.                | Jean-Claude Andruet Claude Ballot-Léna Hervé Regout         | Ferrari 512BB LM        | Ferrari 4.9L Flat-12               | M      | 328    |
| 6                  | IMSA GTX | 42  | Cooke-Woods Racing                | Anne-Charlotte Verney Bob Garretson Ralph Kent-Cooke        | Porsche 935 K3          | Porsche Type-935 3.2L Turbo Flat-6 | G      | 327    |
| 7                  | GTP +3.0 | 1   | Porsche System Engineering        | Jürgen Barth Walter Röhrl                                   | Porsche 944 LM          | Porsche 2.5L Turbo I4              | D      | 323    |
| 8                  | Gr.5     | 65  | Martini Racing                    | Michele Alboreto Eddie Cheever Carlo Facetti                | Lancia Beta Monte Carlo | Lancia 1.4L Turbo I4               | P      | 322    |
| 9                  | IMSA GTX | 46  | Rennod Racing                     | Pierre Dieudonné Jean Xhenceval Jean-Paul Libert            | Ferrari 512BB LM        | Ferrari 4.9L Flat-12               | G      | 320    |
| 10                 | Gr.5     | 60  | Vegla Racing Team                 | Dieter Schornstein Harald Grohs Götz von Tschirnhaus        | Porsche 935J            | Porsche Type-935 3.0L Turbo Flat-6 | D      | 320    |
| 11                 | IMSA GTO | 36  | Porsche System Engineering        | Manfred Schurti Andy Rouse                                  | Porsche Carrera GTR     | Porsche 2.0L Turbo I4              | D      | 315    |
| 12                 | S +2.0   | 12  | Porsche System Engineering        | Jochen Mass Vern Schuppan Hurley Haywood                    | Porsche 936             | Porsche Type-935 2.6L Turbo Flat-6 | D      | 312    |
| 13                 | GTP +3.0 | 4   | WM A.E.R.E.M.                     | Denis Morin Charles Mendez Xavier Mathiot                   | WM P79/80               | Peugeot PRV 2.7L Turbo V6          | M      | 307    |
| 14                 | Gr.5     | 68  | Jolly Club                        | Martino Finotto Giorgio Pianta Giorgio Schön                | Lancia Beta Monte Carlo | Lancia 1.4L Turbo I4               | P      | 292    |
| 15                 | S +2.0   | 18  | Team Lola                         | Emilio de Villota Guy Edwards Juan Fernández                | Lola T600               | Cosworth DFL 3.3L V8               | G      | 287    |
| 16                 | Gr.5     | 51  | BMW France                        | Philippe Alliot Bernard Darniche Johnny Cecotto             | BMW M1                  | BMW M88 3.5L I6                    | D      | 277    |
| 17                 | GT       | 70  | Thierry Perrier                   | Thierry Perrier Valentin Bertapelle Bernard Salam           | Porsche 934             | Porsche 2.9L Turbo Flat-6          | M      | 274    |
| 18                 | S 2.0    | 31  | Jean-Philippe Grand               | Jean-Philippe Grand Yves Courage                            | Lola T298               | BMW 2.0L I4                        | G      | 272    |
| Nicht klassiert    |          |     |                                   |                                                             |                         |                                    |        |        |
| 19                 | S 2.0    | 33  | Compagnie Primagaz                | Pierre Yver Michel Dubois Jacques Heuclin                   | Lola T298               | BMW 2.0L I4                        | G      | 203    |
| 20                 | S 2.0    | 32  | Écurie Renard-Delmas              | Louis Descartes Hervé Bayard                                | Renard-Delmas D1        | ROC-Simca 2.0L I4                  | G      | 187    |
| Ausgefallen        |          |     |                                   |                                                             |                         |                                    |        |        |
| 21                 | IMSA GTX | 43  | Bob Akin Motor Racing             | Bob Akin Paul Miller Craig Siebert                          | Porsche 935 K3          | Porsche Type-935 3.0L Turbo Flat-6 | G      | 320    |
| 22                 | Gr.5     | 57  | Claude Haldi                      | Claude Haldi Mark Thatcher Hervé Poulain                    | Porsche 935             | Porsche Type-935 3.0L Turbo Flat-6 | D      | 260    |
| 23                 | IMSA GTX | 49  | North American Racing Team        | Alain Cudini Philippe Gurdjian John Morton                  | Ferrari 512BB LM        | Ferrari 4.9L Flat-12               | M      | 247    |
| 24                 | Gr.5     | 53  | EMKA Productions Limited          | David Hobbs Eddie Jordan Steve O’Rourke                     | BMW M1                  | BMW M88 3.5L I6                    | D      | 236    |
| 25                 | GT       | 72  | BMW Zol'Auto                      | Pierre-François Rousselot François Sérvanin Laurent Ferrier | BMW M1                  | BMW M88 3.5L I6                    | D      | 212    |
| 26                 | S +2.0   | 20  | Alain de Cadenet                  | Alain de Cadenet Jean-Michel Martin Philippe Martin         | De Cadenet-Lola LM      | Cosworth DFV 3.0L V8               | D      | 210    |
| 27                 | Gr.5     | 52  | Würth-Lubrifilm Team Sauber       | Dieter Quester Marc Surer David Deacon                      | BMW M1                  | BMW M88 3.5L I6                    | D      | 207    |
| 28                 | Gr.5     | 66  | Martini Racing                    | Riccardo Patrese Hans Heyer Piercarlo Ghinzani              | Lancia Beta Monte Carlo | Lancia 1.4L Turbo I4               | P      | 186    |
| 29                 | S +2.0   | 21  | Alain de Cadenet                  | Martin Birrane Nick Faure Vivian Candy                      | De Cadenet-Lola LM      | Cosworth DFV3.0L V8                | D      | 171    |
| 30                 | S +2.0   | 23  | Dome Co. Ltd.                     | Chris Craft Bob Evans                                       | Dome RL81               | Cosworth DFV 3.0L V8               | D      | 154    |
| 31                 | IMSA GTX | 40  | Joest Racing                      | Mauricio de Narváez Kenper Miller Günter Steckkönig         | Porsche 935J            | Porsche Type-935 2.8L Turbo Flat-6 | D      | 152    |
| 32                 | IMSA GTX | 48  | Simon Phillips                    | Simon Phillips Mike Salmon Steve Earle                      | Ferrari 512BB LM        | Ferrari 4.9L Flat-12               | M      | 140    |
| 33                 | IMSA GTX | 45  | Scuderia Supercar Bellancauto SRL | Fabrizio Violati Maurizio Flammini Duilio Truffo            | Ferrari 512BB LM        | Ferrari 4.9L Flat-12               | M      | 118    |
| 34                 | S +2.0   | 22  | André Chevalley Racing            | Patrick Gaillard André Chevalley Bruno Sotty                | ACR 80B                 | Cosworth DFV 3.0L V8               | G      | 114    |
| 35                 | IMSA GTO | 37  | Mazdaspeed Co. Ltd.               | Tetsu Ikuzawa Tom Walkinshaw Peter Lovett                   | Mazda RX-7              | Mazda 13B 1.3L 2-Wankel            | D      | 107    |
| 36                 | S 2.0    | 30  | Jean-Marie Lemerle                | Jean-Marie Lemerle Max Cohen-Olivar Alain Levié             | Lola T298               | BMW 2.0L I4                        | G      | 104    |
| 37                 | S +2.0   | 27  | Ian Bracey                        | Tiff Needell Tony Trimmer                                   | Ibec-Hesketh 308LM      | Cosworth DFV 3.0L V8               | D      | 95     |
| 38                 | S +2.0   | 10  | Porsche Kremer Racing             | Bob Wollek Xavier Lapeyre Guy Chasseuil                     | Porsche 917K/81         | Porsche 4.9L Flat-12               | D      | 82     |
| 39                 | S +2.0   | 14  | Joest Racing                      | Reinhold Joest Dale Whittington Klaus Niedzwiedz            | Porsche 908/80          | Porsche 2.1L Turbo Flat-6          | D      | 80     |
| 40                 | S +2.0   | 24  | Otis Jean Rondeau                 | Jean Rondeau Jean-Pierre Jaussaud                           | Rondeau M379            | Cosworth DFL 3.3L V8               | G      | 58     |
| 41                 | Gr.5     | 59  | Porsche Kremer Racing             | Ted Field Bill Whittington Don Whittington                  | Porsche 935 K3          | Porsche Type-935 3.2L Turbo Flat-6 | G      | 57     |
| 42                 | IMSA GTX | 50  | BASF Cassetten Team GS Sport      | Hans Joachim Stuck Jean-Pierre Jarier Helmut Henzler        | BMW M1                  | BMW M88 3.5L I6                    | D      | 57     |
| 43                 | C        | 83  | WM A.E.R.E.M.                     | Jean-Daniel Raulet Max Mamers Michel Pignard                | WM P81                  | PRV 2.7L Turbo V6                  | M      | 50     |
| 44                 | Gr.5     | 69  | Tuff-Kote Dinol Racing            | Jan Lundgårdh Axel Plankenhorn Mike Wilds                   | Porsche 935 L1 "Baby"   | Porsche 1.4L Turbo Flat-6          | D      | 49     |
| 45                 | GT       | 71  | Helmut Marko RSM                  | Christian Danner Peter Oberndorfer Leopold Prinz von Bayern | BMW M1                  | BMW M88 3.5L I6                    | D      | 49     |
| 46                 | Gr.5     | 61  | Weralit Racing Team               | Edgar Dören Jürgen Lässig Gerhard Holup                     | Porsche 935 K3          | Porsche Type-935 3.0L Turbo Flat-6 | D      | 48     |
| 47                 | Gr.5     | 67  | Martini Racing                    | Beppe Gabbiani Emanuele Pirro                               | Lancia Beta Monte Carlo | Lancia 1.4L Turbo I4               | P      | 47     |
| 48                 | GTP +3.0 | 5   | WM A.E.R.E.M.                     | Guy Fréquelin Roger Dorchy Xavier Mathiot                   | WM P79/80               | Peugeot PRV 2.7L Turbo V6          | M      | 46     |
| 49                 | IMSA GTX | 41  | Preston Henn Racing               | Preston Henn Michael Chandler Marcel Mignot                 | Porsche 935 K3          | Porsche Type-935 3.0L Turbo Flat-6 | D      | 45     |
| 50                 | S +2.0   | 26  | Oceanic Jean Rondeau              | Henri Pescarolo Patrick Tambay                              | Rondeau M379            | Cosworth DFL 3.3L V8               | G      | 41     |
| 51                 | GT       | 73  | Eminence Racing Team              | Jean-Marie Alméras Jacques Alméras                          | Porsche 924 Carrera GTR | Porsche 2.0L Turbo I4              | M      | 30     |
| 52                 | S +2.0   | 25  | Calberson Jean Rondeau            | Jean Ragnotti Jean-Louis Lafosse                            | Rondeau M379            | Cosworth DFV 3.0L V8               | G      | 28     |
| 53                 | IMSA GTO | 38  | Mazdaspeed Co. Ltd.               | Yōjirō Terada Hiroshi Fushida Win Percy                     | Mazda RX-7              | Mazda 13B 1.3L 2-Wankel            | D      | 25     |
| 54                 | C        | 82  | WM A.E.R.E.M.                     | Thierry Boutsen Serge Saulnier Michel Pignard               | WM P81                  | Peugeot PRV 2.7L Turbo V6          | M      | 15     |
| 55                 | IMSA GTO | 35  | Stratagraph Inc.                  | Cale Yarborough Billy Hagan Bill Cooper                     | Chevrolet Camaro        | Chevrolet 6.4L V8                  | G      | 13     |
| Nicht gestartet    |          |     |                                   |                                                             |                         |                                    |        |        |
| 56                 | GTP +3.0 | 6   | WM A.E.RE.M                       | Denis Morin Charles Mendez                                  | WM 79/80                | Peugeot PRV 2.7L Turbo V6          |        | 1      |
| Nicht qualifiziert |          |     |                                   |                                                             |                         |                                    |        |        |
| 57                 | S +2.0   | 16  | Max Sardou                        | Patrick Perrier Michel Lateste                              | Ardex S80               | BMW M88 3.5L I6                    |        | 2      |
| 58                 | S +2.0   | 17  | Cooks-Woods Racing                | Brian Redman Bobby Rahal                                    | Lola T600               | Porsche 2.9L Turbo Flat-6          |        | 3      |
| 59                 | Gr. 5    | 62  | André Gahinet                     | André Gahinet Jacques Guérin Christian Bussi                | Porsche 935             | Porsche Type-935 3.0L Turbo Flat-6 |        | 4      |
| 60                 | IMSA GTP | 90  | Z & W Enterprises                 | Hervé Regout Michel Elkoubi                                 | McLaren M6B GT          | Chevrolet 5.6L V8                  |        | 5      |
| Reserve            |          |     |                                   |                                                             |                         |                                    |        |        |
| 61                 | IMSA GTO | 39  | Z & W Enterprises                 | Fred Stiff Dirk Vermeersch Ray Ratcliff                     | Mazda RX-7              | Mazda 13B 1.3L 2-Wankel            |        | 6      |
| 62                 | Gr. 4    | 74  | Porsche Cars Australia            | Peter Brock Jim Richards Colin Bond                         | Porsche 924 Carrera GTR | Porsche 2.0L Turbo I4              |        | 7      |
| 63                 | GR. 4    | 75  | Porsche System Engineering        | Richard Lloyd Tony Dron                                     | Porsche 924 Carrera GTR | Porsche 2.0L Turbo I4              |        | 8      |

1 Ersatzwagen
2 nicht qualifiziert
3 nicht qualifiziert
4 nicht qualifiziert
5 nicht qualifiziert
6 Reserve
7 Reserve
8 Reserve

### Nur in der Meldeliste
Hier finden sich Teams, Fahrer und Fahrzeuge, die ursprünglich für das Rennen gemeldet waren, aber aus den unterschiedlichsten Gründen daran nicht teilnahmen. 
| Pos. | Klasse   | Nr. | Team                     | Fahrer                        | Chassis          | Motor                              |
| ---- | -------- | --- | ------------------------ | ----------------------------- | ---------------- | ---------------------------------- |
| 64   | S + 2.0  | 2   | Alain de Cadenet         | Alain de Cadenet              | Ford C100        | Cosworth DFV 3.0L V8               |
| 65   | S 2.0    | 34  | Alain de Cadenet         | Dominique Lacaud Joël Gouhier | Lola T298        | BMW 2.0L I4                        |
| 66   | IMSA GTX | 44  | Andial Meister Racing    | Rolf Stommelen Howard Meister | Porsche 935K3    | Porsche Type-935 3.1L Turbo Flat-6 |
| 67   | Gruppe 5 | 56  | Gelo Racing Team         |                               | Porsche 935      | Porsche Type-935 3.1L Turbo Flat-6 |
| 68   | Gruppe 5 | 58  | Kremer Interscope Racing | Ted Field Danny Ongais        | Porsche 935K3/80 | Porsche Type-935 3.1L Turbo Flat-6 |
| 69   | Gruppe 5 |     | Jolly Club               | Carlo Facetti Martino Finotto | Ferrari 308GTB   | Ferrari 3.0L V12                   |
| 70   | S + 2.0  | 70  | Siegfried Brunn          | Siegfried Brunn               | Porsche 908/3    | Porsche 3.0L Flat-8                |
| 71   | IMSA GTX |     | John Fitzpatrick Racing  | Reine Wisell                  | Porsche 935K3    | Porsche Type-935 3.1L Turbo Flat-6 |
| 72   | Gruppe 5 |     | Charles Ivy Racing       |                               | Porsche 935K3    | Porsche Type-935 3.1L Turbo Flat-6 |
| 73   | Gruppe 4 |     | Richard Cleare Racing    |                               | Porsche 934      | Porsche 2.9L Turbo Flat-6          |

### Klassensieger
| Klasse                              | Fahrer              | Fahrer               | Fahrer             | Fahrzeug            | Platzierung im Gesamtklassement |
| ----------------------------------- | ------------------- | -------------------- | ------------------ | ------------------- | ------------------------------- |
| Index of Thermal Efficiency         | Jean-Philippe Grand | Yves Courage         |                    | Lola T298           | Rang 18                         |
| Gruppe 6, Sportwagen über 2000 cm³  | Jacky Ickx          | Derek Bell           |                    | Porsche 936         | Gesamtsieg                      |
| Gruppe 6, Sportwagen unter 2000 cm³ | Jean-Philippe Grand | Yves Courage         |                    | Lola T298           | Rang 18                         |
| Gruppe 5                            | John Cooper         | Dudley Wood          | Claude Bourgoignie | Porsche 935K3       | Rang 4                          |
| Gruppe 4                            | Thierry Perrier     | Valentin Bertapelle  | Bernard Salam      | Porsche 934         | Rang 17                         |
| IMSA GTX                            | Jean-Claude Andruet | Claude Ballot-Léna   | Hervé Regout       | Ferrari 512BB LM    | Rang 5                          |
| IMSA GTO                            | Manfred Schurti     | Andy Rouse           |                    | Porsche Carrera GTR | Rang 11                         |
| GT-Prototypen über 3000 cm³         | Jürgen Barth        | Walter Röhrl         |                    | Porsche 944 LM      | Rang 7                          |
| GT-Prototypen unter 3000 cm³        | Jacky Haran         | Jean-Louis Schlesser | Philippe Streiff   | Rondeau M379        | Rang 2                          |

### Renndaten
- Gemeldet: 73
- Gestartet: 55
- Gewertet: 20
- Rennklassen: 9
- Zuschauer: 170.000
- Ehrenstarter des Rennens: Jean-Marie Balestre, Präsident der FIA
- Wetter am Rennwochenende: heiß und sonnig
- Streckenlänge: 13,626 km
- Fahrzeit des Siegerteams: 24:00:00,000 Stunden
- Gesamtrunden des Siegerteams: 338
- Distanz des Siegerteams: 4825,348 km
- Siegerschnitt: 201,056 km/h
- Pole Position: Jacky Ickx – Porsche 936 (#11) – 3.29.440 = 223,213 km/h
- Schnellste Rennrunde: Hurley Haywood – Porsche 936 (#12) – 3.34.000 = 229,231 km/h
- Rennserie: 8. Lauf zur Sportwagen-Weltmeisterschaft 1981